# Liad Elmaliach
Liad Elmaliach (in ebraico ליעד אלמליח‎?; Karmiel, 21 febbraio 1989) è un ex calciatore israeliano, di ruolo centrocampista.

## Carriera
Ha giocato nella massima serie dei campionati israeliano e polacco.